# Alexander Jansegers
Alexander Jansegers (Bornem, 25 december 1889 - 22 februari 1952) was een Belgisch politicus voor de CVP.

## Levensloop
Jansegers was wever van beroep.
Lid van het ACV, werd hij in 1946 verkozen tot senator voor het kiesarrondissement Mechelen-Turnhout en vervulde dit mandaat tot in 1949.